# Álvaro Peña (boliwijski piłkarz)
Álvaro Guillermo Peña (ur. 11 lutego 1965 w Santa Cruz) – boliwijski piłkarz grający na pozycji napastnika.

## Kariera klubowa
Karierę piłkarską Peña rozpoczął w klubie Club Blooming. W 1987 roku zadebiutował w jego barwach w pierwszej lidze boliwijskiej. W zespole Blooming grał do 1989 roku, a następnie odszedł do CD San José. W 1992 roku został w jego barwach królem strzelców ligi. W 1993 roku przeszedł do chilijskiego Deportivo Temuco, gdzie występował przez 2 lata. W 1995 roku grał w kolumbijskim Deportivo Tuluá, a w 1996 roku wrócił do Boliwii. Grał w Club Bolívar, z którym został mistrzem kraju. W 1997 roku odszedł do Real Santa Cruz, a następnie występował w Destroyers Santa Cruz, Oriente Petrolero, Club The Strongest (wicemistrzostwo Boliwii), ponownie w Club Bolívar i Mariscal Braun. Karierę zakończył w 2002 roku.

## Kariera reprezentacyjna
W reprezentacji Boliwii Peña zadebiutował w 1987 roku. W 1994 roku został powołany przez selekcjonera Xabiera Azkargortę do kadry na Mistrzostwa Świata w USA. Tam był rezerwowym i rozegrał jedno spotkanie, zremisowane 0:0 z Koreą Południową. Ogółem w kadrze narodowej od 1987 do 1996 roku rozegrał 43 mecze i strzelił 4 gole. Grał także na Copa América 1989, Copa América 1991, Copa América 1993 i Copa América 1995.